# オールドタウン (メイン州)
オールドタウン（英: Old Town）は、アメリカ合衆国メイン州のペノブスコット郡にある都市。人口は7,431人（2020年）。市街地はマーシュ島の上にあるが、市域は島外に大きく広がっている。マーシュ島の東はペノブスコット川が囲んで境界線となり、西はスティルウォーター川となっている。

## 歴史
現在オールドタウンがある地域は、アベナキ族インディアンが「岩棚の広がる場所」を意味する「パナワムスケク」と呼んでいた。1680年代にはフランス人がここに伝道所を設立していた。後の1774年にイングランド人開拓者が入植してきた。オールドタウンという名称は、ペノブスコット族インディアンの集落では最大のところ、現在インディアン・アイランドと呼ばれる場所の英語名である「インディアン・オールドタウン」から来ていた。
ペノブスコット族の居留地が市域の中にあるが、その独自の島にあり、昔も現在も続いている。
1820年、現在の市域が隣接するオロノ（ペノブスコット族の酋長の名前が採られた）から分離し、ペノブスコット族の集落を含んでいたのでオールドタウンと名付けられた。長い間にペノブスコット族の集落はオールドタウンと呼ばれなくなり、その名前が川向うの新しいアメリカ人開拓地に名づけられるようになった。
オールドタウンは、100年以上もオールドタウンを本拠にしてきたカヌーとカヤックの主要メーカーであるオールドタウン・カヌー Co. で良く知られている。その場所はペノブスコット川にある一連の段差に沿い、直ぐ下流のバンゴーの潮汐上限に近く、1800年代にペノブスコット川を毎年流し降ろすトウヒやマツの木材を数百万ボードフィートも加工するのには最適の場所だった。
住民の多くがオロノのメイン大学とバンゴーの東メイン医療センターで働いており、地域の二大雇用主となっている。オールドタウンには以前、ジョージア・パシフィック製紙工場があり、そこは現在適応利用のために再開発中である。
市内にはトリート・ウェブスター島、別名フレンチ島があり、ペノブスコット川に浮かぶ小さな島はほとんど住宅地になっている。北東のミルフォードとオールドタウンの間の中間地となっており、橋で両側に繋がれている。

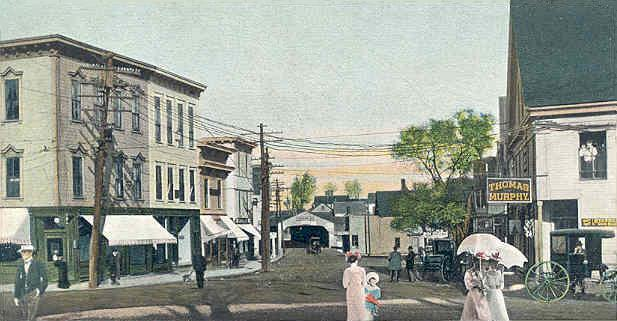
旧有料橋、1907年
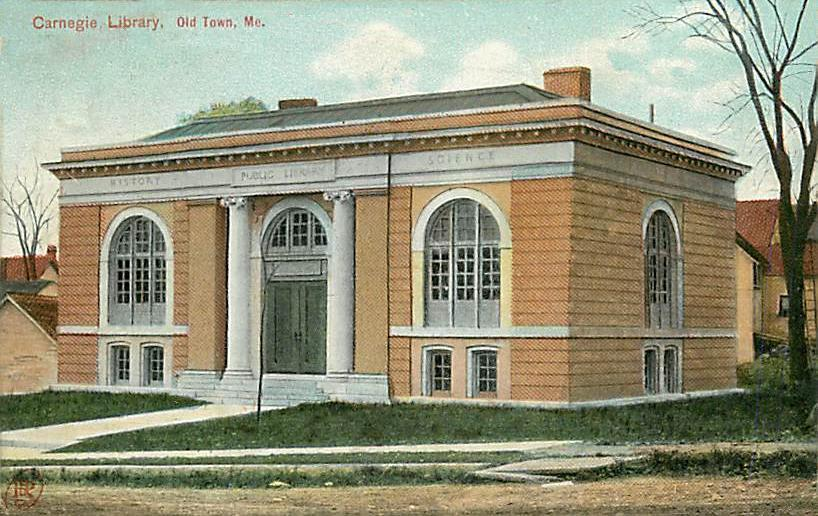
公共図書館、1909年
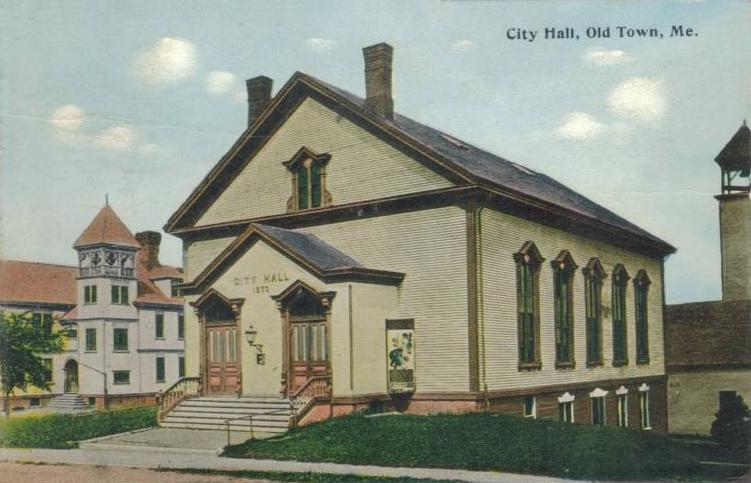
市役所、1914年

## 地理
オールドタウン市は北緯44度56分35秒 西経68度40分35秒 / 北緯44.94306度 西経68.67639度 (44.943047, -68.676461)に位置している。
アメリカ合衆国国勢調査局に拠れば、市域全面積は43.28平方マイル (112.09 km2)であり、このうち陸地38.85平方マイル (100.62 km2)、水域は4.43平方マイル (11.47 km2)で水域率は10.23%である。オールドタウンの事業地区が島にあり、スティルウォーター川とペノブスコット川が島の両側を流れている。
市内を州間高速道路95号線、アメリカ国道2号線、同代替路、およびメイン州道16号線、43号線、116号線が通っている。オールドタウン市の南はオロノ、西はグレンバーン、北西はハドソン、北はアルトン町とアーガイル・タウンシップ、東は川を隔ててミルフォード、南東はブラッドリーの各町と接している。

### 気候
オールドタウンの気候は季節によって温度差が大きいのが特徴であり、夏は暖かいか暑くて湿度が高いことが多く、冬は寒くて時には厳しい寒さになる。ケッペンの気候区分に拠れば、湿潤大陸性気候、略号ではDfbである。
| オールドタウンの気候   | オールドタウンの気候 | オールドタウンの気候 | オールドタウンの気候 | オールドタウンの気候 | オールドタウンの気候 | オールドタウンの気候 | オールドタウンの気候 | オールドタウンの気候 | オールドタウンの気候 | オールドタウンの気候 | オールドタウンの気候 | オールドタウンの気候 | オールドタウンの気候 |
| 月                     | 1月                  | 2月                  | 3月                  | 4月                  | 5月                  | 6月                  | 7月                  | 8月                  | 9月                  | 10月                 | 11月                 | 12月                 | 年                   |
| ---------------------- | -------------------- | -------------------- | -------------------- | -------------------- | -------------------- | -------------------- | -------------------- | -------------------- | -------------------- | -------------------- | -------------------- | -------------------- | -------------------- |
| 平均最高気温 °C （°F） | −2 (29)              | −1 (31)              | 5 (41)               | 12 (53)              | 19 (66)              | 24 (75)              | 27 (80)              | 26 (78)              | 21 (69)              | 14 (58)              | 7 (45)               | 0 (32)               | 12.7 (54.8)          |
| 平均最低気温 °C （°F） | −12 (10)             | −12 (11)             | −6 (22)              | 1 (33)               | 6 (43)               | 11 (52)              | 14 (58)              | 13 (56)              | 9 (49)               | 4 (39)               | −2 (29)              | −9 (16)              | 1.4 (34.8)           |
| 降水量 mm （inch）     | 81 (3.2)             | 66 (2.6)             | 81 (3.2)             | 86 (3.4)             | 79 (3.1)             | 86 (3.4)             | 79 (3.1)             | 74 (2.9)             | 91 (3.6)             | 97 (3.8)             | 100 (4)              | 79 (3.1)             | 999 (39.4)           |
| 出典：Weatherbase      |                      |                      |                      |                      |                      |                      |                      |                      |                      |                      |                      |                      |                      |

## 人口動態

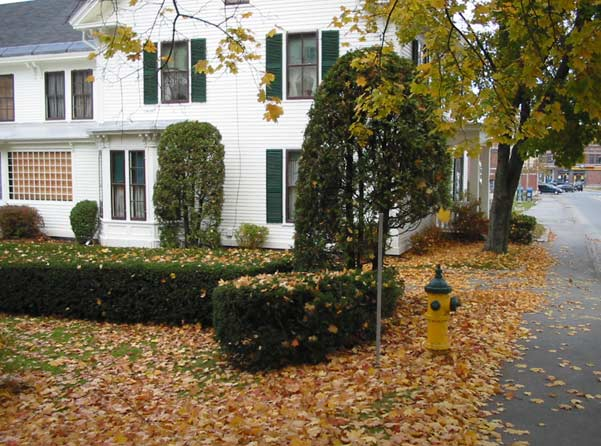
センター通り

### 2010年国勢調査
以下は2010年国勢調査による人口統計データである。
| 基礎データ - 人口: 7,840 人 - 世帯数: 3,382 世帯 - 家族数: 1,884 家族 - 人口密度: 77.9人/km2（201.8 人/mi2） - 住居数: 3,665 軒 - 住居密度: 36.4軒/km2（94.3 軒/mi2） 人種別人口構成 - 白人: 93.1% - アフリカン・アメリカン: 0.9% - ネイティブ・アメリカン: 1.6% - アジア人: 1.8% - 太平洋諸島系: 0.1% - その他の人種: 0.3% - 混血: 2.2% - ヒスパニック・ラテン系: 1.3% | 年齢別人口構成 - 18歳未満: 17.9% - 18-24歳: 20.4% - 25-44歳: 24.3% - 45-64歳: 23.6% - 65歳以上: 13.8% - 年齢の中央値: 33歳 - 性比（女性100人あたり男性の人口） - 総人口: 93.4 世帯と家族（対世帯数） - 18歳未満の子供がいる: 24.8% - 結婚・同居している夫婦: 40.7% - 未婚・離婚・死別女性が世帯主: 11.7% - 非家族世帯: 44.3% - 単身世帯: 27.0% - 65歳以上の老人1人暮らし: 10.7% - 平均構成人数 - 世帯: 2.31人 - 家族: 2.76人 |

### 2000年国勢調査

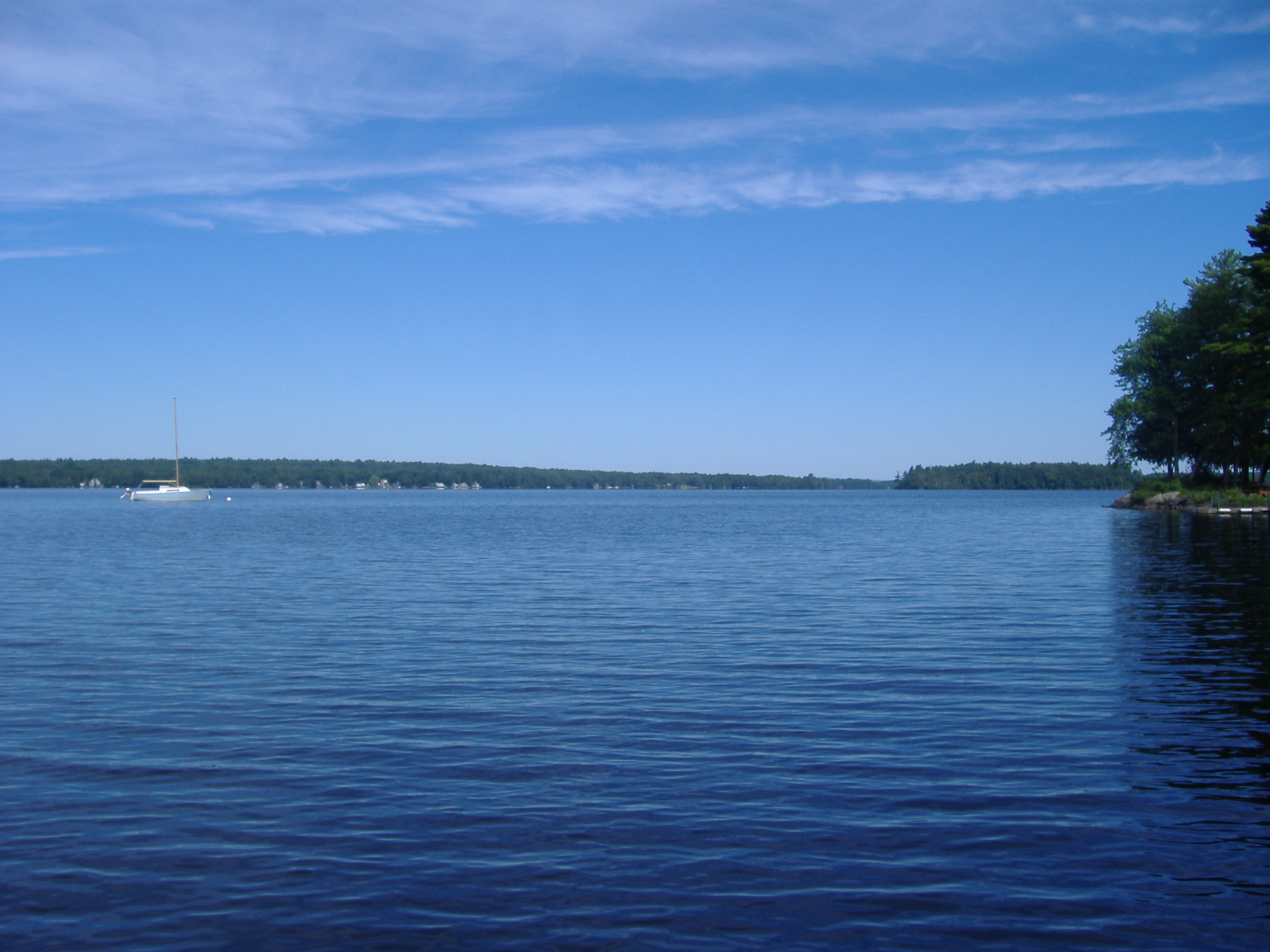
プショー湖

以下は2000年国勢調査による人口統計データである。
| 基礎データ - 人口: 8,130 人 - 世帯数: 3,426 世帯 - 家族数: 1,993 家族 - 人口密度: 82.0人/km2（212.3 人/mi2） - 住居数: 3,686 軒 - 住居密度: 37.2軒/km2（96.3 軒/mi2） 人種別人口構成 - 白人: 94.62% - アフリカン・アメリカン: 0.65% - ネイティブ・アメリカン: 1.48% - アジア人: 1.83% - 太平洋諸島系: 0.04% - その他の人種: 0.28% - 混血: 1.09% - ヒスパニック・ラテン系: 0.52% 年齢別人口構成 - 18歳未満: 20.0% - 18-24歳: 18.3% - 25-44歳: 27.0% - 45-64歳: 20.8% - 65歳以上: 13.9% - 年齢の中央値: 34歳 - 性比（女性100人あたり男性の人口） - 総人口: 91.2 - 18歳以上: 90.8 | 世帯と家族（対世帯数） - 18歳未満の子供がいる: 26.1% - 結婚・同居している夫婦: 44.7% - 未婚・離婚・死別女性が世帯主: 10.1% - 非家族世帯: 41.8% - 単身世帯: 29.1% - 65歳以上の老人1人暮らし: 11.7% - 平均構成人数 - 世帯: 2.30人 - 家族: 2.83人 収入と家計 - 収入の中央値 - 世帯: 29,886米ドル - 家族: 40,589米ドル - 性別 - 男性: 32,961米ドル - 女性: 23,723米ドル - 人口1人あたり収入: 16,100米ドル - 貧困線以下 - 対人口: 18.6% - 対家族数: 11.8% - 18歳未満: 14.6% - 65歳以上: 14.6% |

## 教育
オールドタウン高校がスティルウォーター・アベニュー沿いにある。ミルフォード、アルトン、ブラッドリー、グリーンブッシュという4つの町の生徒も受け入れている。2006年から2007年の教育年度で、マスコットをインディアンからコヨーテに変更した。高校の陸上競技場を改修し、運動競技のレベルを上げようとする町の新計画は2013年に始まった。オールドタウンのスクールカラーは緑と白である。
- オールドタウン教育部[12]
- スティルウォーター・モンテッソリ学校[13]

## 歴史的な建物
下記の建物はアメリカ合衆国国家歴史登録財に指定されている。
- セントアンズ教会と伝道所跡[14]、インディアン島にある
- セントジェイムズ聖公会教会[15]、ボストンを本拠としたイギリスの建築家ヘンリー・ヴォーンが設計
- エディス・マリオン・パッチ邸、「ブレイサイド」と呼ばれる

## 見どころ
- オールドタウン博物館[16]
- シューワル公園、パーチ池沿い（元はマッド池）[17]

## 著名な出身者

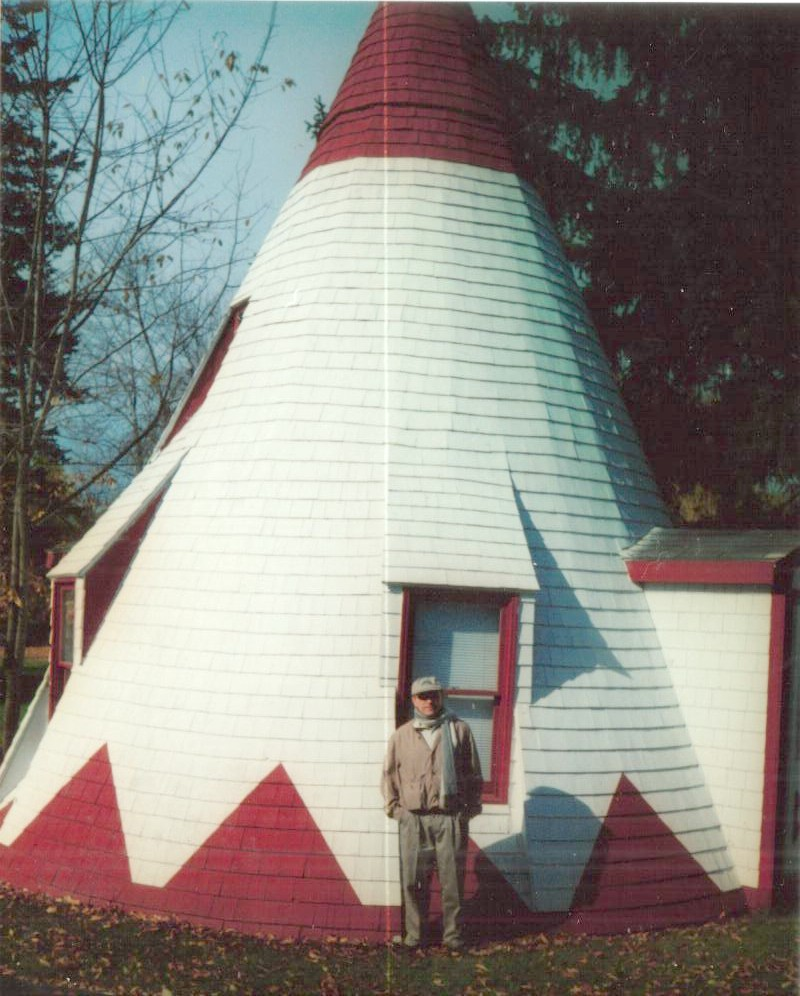
インディアン島にあるペノブスコット族の事務所

- タビサ・キング、著作家、スティーヴン・キングの妻
- ルイス・ソカレキス、メジャーリーグベースボールでは初のインディアン選手